# NBA-Draft 1973

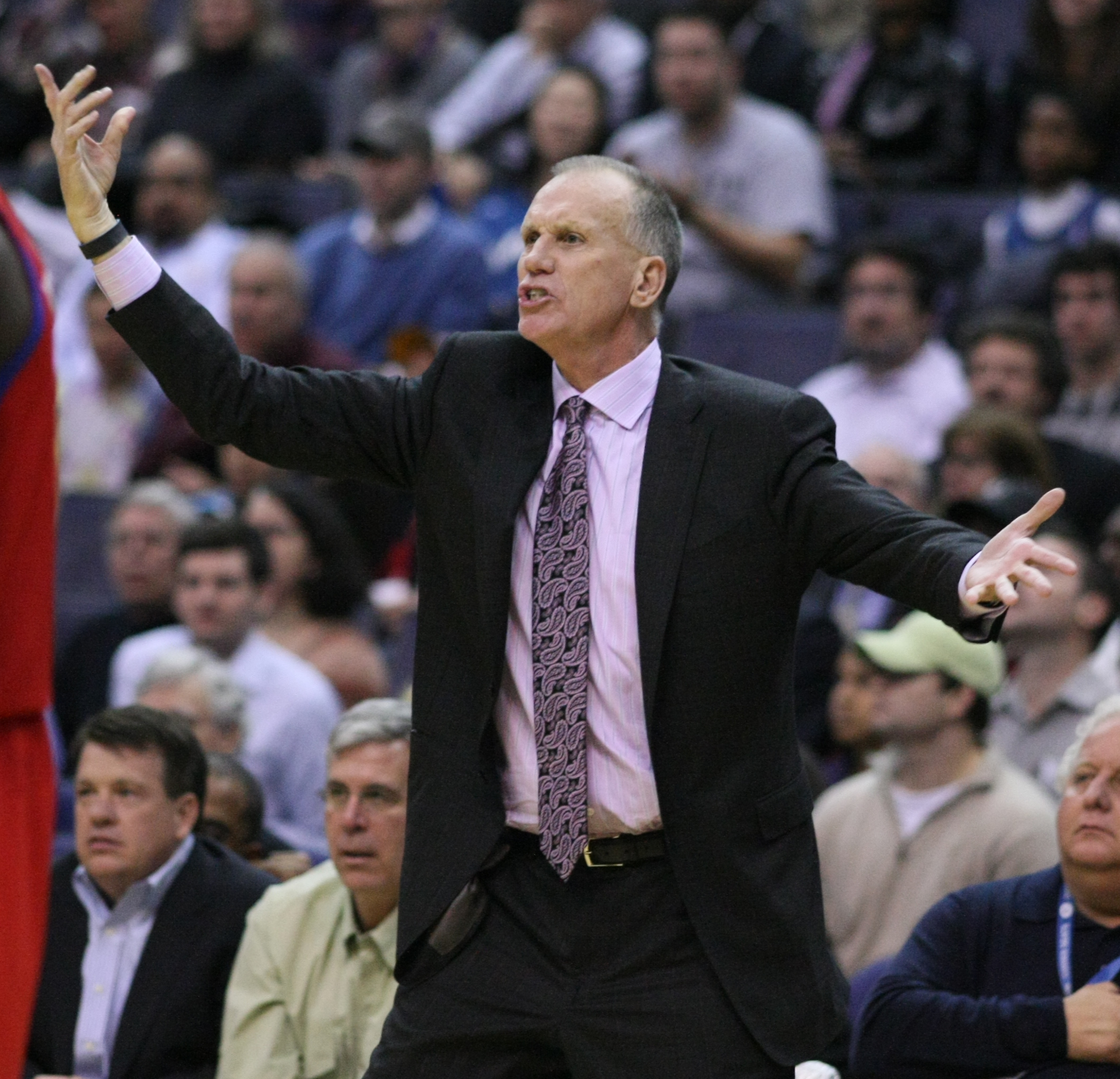
Nummer-1-Pick Doug Collins als Trainer (2010)

Der NBA-Draft 1973 wurde am 24. April 1973 in New York City durchgeführt. Es war der letzte Draft ohne Beschränkung der Rundenzahl, so dass die Spielerauswahl so lange lief, bis keine Franchise einen weiteren Spieler mehr wählte. Insgesamt gab es 20 Runden.
An erster Position wurde Doug Collins von den Philadelphia 76ers gewählt. Von den insgesamt 211 ausgewählten Spielern absolvierten 52 mindestens ein NBA-Spiel. Krešimir Ćosić ist der bisher einzige Spieler aus diesem Draft, der in die Naismith Memorial Basketball Hall of Fame aufgenommen wurde. Er spielte jedoch nie in der NBA, sondern entschied sich für eine Karriere in Europa. Einige im Draft ausgewählte Spieler entschieden sich für die Konkurrenzliga American Basketball Association (ABA) und spielten daher zunächst nicht in der NBA.

## Draftpicks
- Mitglieder der Naismith Memorial Basketball Hall of Fame sind farblich hervorgehoben

| Runde | Pick | Spieler (Position) | Nat.                                           | NBA Team               | vorheriges Team/College                             | Spiele (reg.) | Punkte | All-Star (davon ABA) | Meister (davon ABA) |
| ----- | ---- | ------------------ | ---------------------------------------------- | ---------------------- | --------------------------------------------------- | ------------- | ------ | -------------------- | ------------------- |
| 1     | 1    | Doug Collins       | Vereinigte Staaten                             | Philadelphia 76ers     | Illinois State University                           | 415           | 7427   | 4                    |                     |
| 1     | 2    | Jim Brewer         | Vereinigte Staaten                             | Cleveland Cavaliers    | University of Minnesota                             | 703           | 4099   |                      | 1                   |
| 1     | 3    | Ernie DiGregorio   | Vereinigte Staaten                             | Buffalo Braves         | Providence College                                  | 312           | 2997   |                      |                     |
| 1     | 4    | Mike Green         | Vereinigte Staaten                             | Seattle SuperSonics    | Louisiana Tech University                           | 245           | 2062   | (1)                  |                     |
| 1     | 5    | Kermit Washington  | Vereinigte Staaten                             | Los Angeles Lakers     | American University                                 | 507           | 4666   | 1                    |                     |
| 1     | 6    | Ed Ratleff         | Vereinigte Staaten                             | Houston Rockets        | California State University, Long Beach             | 338           | 2813   |                      |                     |
| 1     | 7    | Ron Behagen        | Vereinigte Staaten                             | Kansas City Kings      | University of Minnesota                             | 388           | 3977   |                      |                     |
| 1     | 8    | Mike Bantom        | Vereinigte Staaten                             | Phoenix Suns           | Saint Joseph’s University                           | 706           | 8568   |                      |                     |
| 1     | 9    | Dwight Jones       | Vereinigte Staaten                             | Atlanta Hawks          | University of Houston                               | 766           | 6230   |                      |                     |
| 1     | 10   | John Brown         | Vereinigte Staaten                             | Atlanta Hawks          | University of Missouri                              | 486           | 3614   |                      |                     |
| 1     | 11   | Kevin Joyce        | Vereinigte Staaten                             | Golden State Warriors  | University of South Carolina                        |               |        |                      |                     |
| 1     | 12   | Kevin Kunnert      | Vereinigte Staaten                             | Chicago Bulls          | University of Iowa                                  | 555           | 4602   |                      |                     |
| 1     | 13   | Nick Weatherspoon  | Vereinigte Staaten                             | Capital Bullets        | University of Illinois at Urbana-Champaign          | 453           | 4086   |                      |                     |
| 1     | 14   | Mel Davis          | Vereinigte Staaten                             | New York Knicks        | St. John’s University                               | 190           | 1008   |                      |                     |
| 1     | 15   | Barry Parkhill     | Vereinigte Staaten                             | Portland Trail Blazers | University of Virginia                              |               |        |                      |                     |
| 1     | 16   | Swen Nater         | Niederlande                                    | Milwaukee Bucks        | University of California, Los Angeles               | 489           | 5943   | (2)                  |                     |
| 1     | 17   | Steve Downing      | Vereinigte Staaten                             | Boston Celtics         | Indiana University Bloomington                      | 27            | 64     |                      | 1                   |
| 1     | 18   | Raymond Lewis      | Vereinigte Staaten                             | Philadelphia 76ers     | California State University, Los Angeles            |               |        |                      |                     |
| 2     | 19   | Louie Nelson       | Vereinigte Staaten                             | Capital Bullets        | University of Washington                            | 224           | 2113   |                      |                     |
| 2     | 20   | Mike D’Antoni      | Vereinigte Staaten                             | Kansas City Kings      | Marshall University                                 | 130           | 432    |                      |                     |
| 2     | 21   | Allan Bristow      | Vereinigte Staaten                             | Philadelphia 76ers     | Virginia Polytechnic Institute and State University | 648           | 5122   |                      |                     |
| 2     | 22   | George McGinnis    | Vereinigte Staaten                             | Philadelphia 76ers     | Indiana University Bloomington                      | 528           | 9090   | 6(3)                 | (2)                 |
| 2     | 23   | Billy Schaeffer    | Vereinigte Staaten                             | Los Angeles Lakers     | St. John’s University                               |               |        |                      | (1)                 |
| 2     | 24   | Kevin Stacom       | Vereinigte Staaten                             | Chicago Bulls          | Providence College                                  | 347           | 1781   |                      | 1                   |
| 2     | 25   | Larry McNeill      | Vereinigte Staaten                             | Kansas City Kings      | Marquette University                                | 297           | 2533   |                      |                     |
| 2     | 26   | Allan Hornyak      | Vereinigte Staaten                             | Cleveland Cavaliers    | Ohio State University                               |               |        |                      |                     |
| 2     | 27   | Tom Ingelsby       | Vereinigte Staaten                             | Atlanta Hawks          | Villanova University                                | 48            | 129    |                      |                     |
| 2     | 28   | Patrick McFarland  | Vereinigte Staaten                             | New York Knicks        | Saint Joseph’s University                           |               |        |                      |                     |
| 2     | 29   | Derrek Dickey      | Vereinigte Staaten                             | Golden State Warriors  | University of Cincinnati                            | 321           | 1962   |                      | 1                   |
| 2     | 30   | Wendell Hudson     | Vereinigte Staaten                             | Chicago Bulls          | University of Alabama                               |               |        |                      |                     |
| 2     | 31   | Jim Chones         | Vereinigte Staaten                             | Los Angeles Lakers     | Marquette University                                | 623           | 7664   |                      | 1                   |
| 2     | 32   | Caldwell Jones     | Vereinigte Staaten                             | Philadelphia 76ers     | Albany State University                             | 1068          | 6589   | (1)                  |                     |
| 2     | 33   | Gary Melchionni    | Vereinigte Staaten                             | Phoenix Suns           | Duke University                                     | 137           | 1074   |                      |                     |
| 2     | 34   | John Perry         | Vereinigte Staaten                             | Los Angeles Lakers     | University of Texas–Pan American                    |               |        |                      |                     |
| 2     | 35   | Phil Hankinson     | Vereinigte Staaten                             | Boston Celtics         | University of Pennsylvania                          | 31            | 122    |                      | 1                   |
| 2     | 36   | Ted Manakas        | Vereinigte Staaten                             | Atlanta Hawks          | Princeton University                                | 5             | 12     |                      |                     |
| 2     | 37   | Jim O’Brien        | Vereinigte Staaten                             | Cleveland Cavaliers    | University of Maryland                              |               |        |                      | (1)                 |
| 2     | 38   | Ken Charles        | Vereinigte Staaten                             | Buffalo Braves         | Fordham University                                  | 322           | 2747   |                      |                     |
| 2     | 39   | Martin Terry       | Vereinigte Staaten                             | Chicago Bulls          | University of Arkansas                              |               |        |                      |                     |
| 3     | 42   | Joe Reaves         | Vereinigte Staaten                             | Phoenix Suns           | Bethel College                                      | 7             | 16     |                      |                     |
| 3     | 44   | Bo Lamar           | Vereinigte Staaten                             | Detroit Pistons        | University of Louisiana at Lafayette                | 71            | 502    |                      |                     |
| 3     | 45   | Leonard Gray       | Vereinigte Staaten                             | Atlanta Hawks          | California State University, Long Beach             | 224           | 2408   |                      |                     |
| 3     | 48   | Tom Kozelko        | Vereinigte Staaten                             | Capital Bullets        | University of Toledo                                | 189           | 407    |                      |                     |
| 3     | 49   | Allie McGuire      | Vereinigte Staaten                             | New York Knicks        | Marquette University                                | 2             | 4      |                      |                     |
| 3     | 50   | Larry Kenon        | Vereinigte Staaten                             | Detroit Pistons        | University of Memphis                               | 503           | 8535   | 5(3)                 | (1)                 |
| 3     | 51   | E.C. Coleman       | Vereinigte Staaten                             | Houston Rockets        | Houston Baptist University                          | 357           | 2553   |                      |                     |
| 4     | 57   | Luke Witte         | Vereinigte Staaten                             | Cleveland Cavaliers    | Ohio State University                               | 118           | 372    |                      |                     |
| 4     | 64   | Mark Sibley        | Vereinigte Staaten                             | Chicago Bulls          | Northwestern University                             | 28            | 46     |                      |                     |
| 4     | 66   | George Karl        | Vereinigte Staaten                             | New York Knicks        | University of North Carolina                        | 33            | 85     |                      |                     |
| 5     | 74   | John Coughran      | Vereinigte Staaten                             | Cleveland Cavaliers    | University of California                            | 24            | 68     |                      |                     |
| 5     | 76   | M.L. Carr          | Vereinigte Staaten                             | Kansas City Kings      | Guilford College                                    | 604           | 5853   |                      | 2                   |
| 5     | 83   | Dennis Bell        | Vereinigte Staaten                             | New York Knicks        | Drake University                                    | 63            | 175    |                      |                     |
| 5     | 84   | Krešimir Ćosić     | Jugoslawien Sozialistische Föderative Republik | Los Angeles Lakers     | Brigham Young University                            |               |        |                      |                     |
| 6     | 88   | Mike Macaluso      | Vereinigte Staaten                             | Buffalo Braves         | Canisius College                                    | 30            | 48     |                      |                     |
| 6     | 96   | John Williamson    | Vereinigte Staaten                             | Atlanta Hawks          | New Mexico State University                         | 288           | 5802   |                      | (2)                 |
| 6     | 98   | Johnny Neumann     | Vereinigte Staaten                             | Chicago Bulls          | University of Mississippi                           | 83            | 464    |                      |                     |
| 7     | 106  | Tim Bassett        | Vereinigte Staaten                             | Buffalo Braves         | University of Georgia                               | 235           | 1390   |                      | (1)                 |
| 7     | 118  | Nate Hawthorne     | Vereinigte Staaten                             | Los Angeles Lakers     | Southern Illinois University                        | 162           | 882    |                      |                     |
| 8     | 128  | Jim Owens          | Vereinigte Staaten                             | Phoenix Suns           | Arizona State University                            | 58            | 177    |                      |                     |
| 8     | 129  | Ben Kelso          | Vereinigte Staaten                             | Detroit Pistons        | Central Michigan University                         | 46            | 85     |                      |                     |
| 9     | 138  | Harvey Catchings   | Vereinigte Staaten                             | Philadelphia 76ers     | Hardin-Simmons University                           | 725           | 2335   |                      |                     |
| 11    | 166  | Rod Freeman        | Vereinigte Staaten                             | Philadelphia 76ers     | Vanderbilt University                               | 35            | 106    |                      |                     |
| 17    | 204  | Jim Garvin         | Vereinigte Staaten                             | Buffalo Braves         | Boston University                                   | 6             | 2      |                      |                     |